# チェザロ和
解析学におけるチェザロ総和法（チェザロそうわほう、英語: Cesàro summation）とは無限級数に「和」と呼ばれる値を結びつける総和法の一種である。無限級数が通常の意味で収束して値 A を持つならば、その級数はチェザロの意味でも総和可能であり、同じ A をチェザロ和として持つ。チェザロ和の重要性は、収束しない級数のなかにもチェザロ和が矛盾なく定義できるものがありうるという点にある。ただし、たとえば無限大に収束する正項級数などはいかなる場合も有限の値の和を持つことはない。
名称は19世紀のイタリアの数学者であるエルネスト・チェザロに因む。

## 定義
数列 {an} の第 k-部分和を
{\displaystyle s_{k}=a_{1}+\cdots +a_{k}=\sum _{i=1}^{k}a_{i}}
とする。
ここで、極限
{\displaystyle A:=\lim _{n\to \infty }{\frac {s_{1}+\cdots +s_{n}}{n}}=\lim _{n\to \infty }{\frac {1}{n}}\sum _{i=1}^{n}s_{i}}
が有限確定であるとき、数列 {an} はチェザロ総和可能あるいはチェザロの意味で総和可能であるといい、極限の値 A を数列 {an} あるいは級数 ∑ an のチェザロ和あるいはチェザロの意味での和という。

## 例
n ≥ 1 に対して an = (−1)n+1 とする。つまり {an} は
{\displaystyle 1,-1,1,-1,\ldots }
のような数列である。このとき、その部分和の列 (sn) は、
{\displaystyle 1,0,1,0,\ldots }
で与えられ、その和は（グランディ級数 (en) として有名なものだが）明らかに収束しない。にもかかわらず、数列 {(s1 + ... + sn)/n} の各項は
{\displaystyle {\frac {1}{1}},\,{\frac {1}{2}},\,{\frac {2}{3}},\,{\frac {2}{4}},\,{\frac {3}{5}},\,{\frac {3}{6}},\,{\frac {4}{7}},\,{\frac {4}{8}},\,\ldots }
のようになり、極限では
{\displaystyle \lim _{n\to \infty }{\frac {s_{1}+\cdots +s_{n}}{n}}=1/2}
が成立する。ゆえに、数列 {an} のチェザロ和は 1/2 である。

## (C, α)-総和法
1890年、エルネスト・チェザロは非負の整数 n に対し (C, n)-総和法あるいはチェザロの n-次総和法などと呼ばれるチェザロ和の一般化について発表した。この枠組みでは (C, 0)-和は通常の意味の和に相当し、(C, 1)-和は上記のチェザロ和に相当する。高次のチェザロ総和法は次のように記述される。
まず、与えられた級数  Σan に対し、Anα を
{\displaystyle A_{n}^{-1}=a_{n};\quad A_{n}^{\alpha }=\sum _{k=0}^{n}A_{k}^{\alpha -1}}
と帰納的に定め、Enαを級数 1 + 0 + 0 + 0 + … に対する Anα となるように定義する。このとき、Σan の (C, α)-和とは、極限
{\displaystyle \lim _{n\to \infty }{\frac {A_{n}^{\alpha }}{E_{n}^{\alpha }}}}
が存在するとき、その極限をいう (Shawyer & Watson 1994, pp.16-17)。これは上で最初に述べた意味のチェザロ和を α 回繰り返し適用して得られることを表しており、
{\displaystyle {\begin{aligned}(\mathrm {C} ,\alpha )-\sum _{j=0}^{\infty }a_{j}&=\lim _{n\to \infty }\sum _{j=0}^{n}{\frac {n \choose j}{n+\alpha  \choose j}}a_{j}\\&=\lim _{n\to \infty }\sum _{j=0}^{n}{\frac {\left(n-j+1\right)_{\alpha }}{\left(n+1\right)_{\alpha }}}a_{j}\end{aligned}}}
のように書き直すことができる。もっと一般に、負の整数でない実数 α に対して、 Anα は以下の級数
{\displaystyle \sum _{n=0}^{\infty }A_{n}^{\alpha }x^{n}={\frac {\displaystyle {\sum _{n=0}^{\infty }a_{n}x^{n}}}{(1-x)^{1+\alpha }}}}
の係数として陰伏的に与えられるものとし、Enα は上と同様に定める。特に Enα は冪指数が −(1 + α) であるような二項係数として得られる。このとき、Σ an の (C, α)-和は上述と同様に商 Anα/Enα として定められる。
級数に (C,α)-和が存在すれば、それより高次のチェザロ和も存在することが言える。また、 α > −1 で (C,α)-和が存在すれば、an = o(nα) であることもわかる。

## 積分のチェザロ総和法
α > 0 とする。積分 ∫0∞ f(x)dx が (C, α)-総和可能であるとは
{\displaystyle \lim _{\lambda \to \infty }\int _{0}^{\lambda }\left(1-{\frac {x}{\lambda }}\right)^{\!\alpha }\!f(x)\,dx}
が有限確定であることを言い、この極限の収束値をこの積分の (C, α)-和という (Titchmarsh 1948, §1.15)。数列の和の場合と同様に、α = 0 のとき (C,0)-総和可能性とは通常の意味での無限積分の収束性をいうものであり、α = 1 のとき (C,1)-収束とは有限区間での積分の平均の極限
{\displaystyle \lim _{\lambda \to \infty }{\frac {1}{\lambda }}\int _{0}^{\lambda }\left\{\int _{0}^{x}f(y)\,dy\right\}\,dx}
の存在をいうに等しい。
数列の場合と同様に、α ≥ 0 に対して、ある積分が (C, α)-総和可能であれば、β ≥ α なるすべての β についてその積分は (C, β)-総和可能であり、そのチェザロ和はまったく同じ値を持つ。